# Nilton Vasconcelos Júnior
Nilton Vasconcelos Junior (Guanambi, 6 de novembro de 1956) é um professor, arquiteto, administrador e político brasileiro.
Ganhou grande destaque nacional ao liderar a organização da primeira Agenda Subnacional do Trabalho Decente, conjunto de políticas públicas destinadas à melhoria das condições de trabalho.
Filho do pecuarista e servidor público Nilton Lima de Vasconcelos e da professora Eudite Castro Donato de Vasconcelos, em maio de 1966 foi para Salvador com seus pais e os irmãos Marcus Nilton, Jane Luiza e Fernando. Em Salvador, concluiu o curso Primário na Escola Getúlio Vargas, no bairro do Barbalho, cursou o ginásio no Colégio Salesiano de Salvador e o segundo grau no Colégio Marista.
Aos 24 anos, graduou-se em Arquitetura pela Universidade Federal da Bahia - UFBA (1980). Anos mais tarde realizou mestrado em Administração, concluído em 1996 com uma dissertação sobre a modificação de relações de trabalho frente a inovações gerenciais. Concluiu curso de doutorado em Administração (2001) pela mesma universidade com uma tese sobre o processo de elaboração de políticas públicas de emprego.

## Política
Sua participação política começou na faculdade de Arquitetura, onde foi presidente do diretório acadêmico, passando posteriormente a diretor do Diretório Central dos Estudantes da UFBA. Após graduado, foi diretor do Instituto de Arquitetos do Brasil (IAB/BA) por duas gestões.
Ingressou no Partido Comunista do Brasil (PC do B) em 1979, partido que ainda integra e é membro da direção estadual na Bahia. Em 1982 foi um dos principais articuladores da candidatura à vereadora de Salvador da sua irmã, a médica e líder popular Jane Vasconcelos, que foi a segunda mais votada. Assessorou seu mandato, especialmente em relação às políticas de transporte público. Posteriormente, foi assessor de outros parlamentares do PC do B.

## Gestão pública

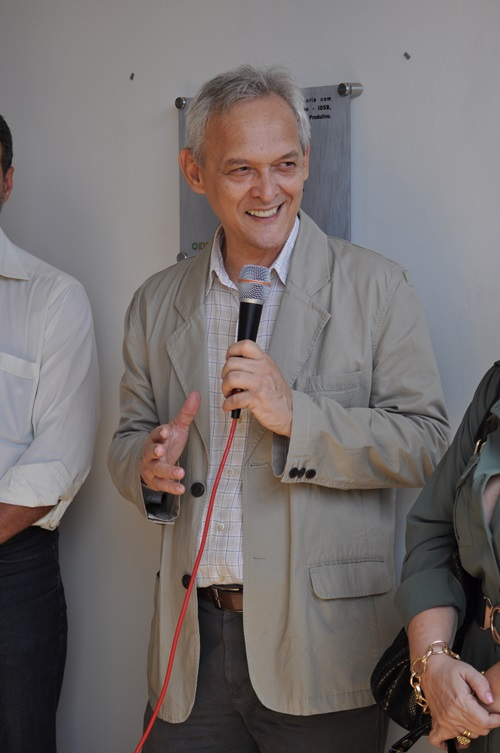
Inauguração do Centro Público de Economia Solidária do Sertão Produtivo, em Guanambi (Setre/IDSB).

Entre 1986 e 1987, foi secretário de Serviços Públicos, em Salvador. De 1987 a 1989, foi assessor-chefe do Instituto do Patrimônio Artístico e Cultural da Bahia (IPAC), no governo de Waldir Pires. Destacou-se como Secretário do Trabalho, Emprego, Renda e Esporte da Bahia – SETRE, de 2007 a 2014, na gestão do governador Jaques Wagner. Nesse período presidiu por três vezes o Fonset – Fórum Nacional de Secretarias do Trabalho. Sob sua gestão foi organizada a Agenda Estadual do Trabalho Decente, considerada pela Organização Internacional do Trabalho – OIT a primeira agenda subnacional de trabalho decente, o que o levou a apresentar a experiência na própria OIT, em Genebra, e para vários países, além de contribuir para consolidar a implantação de Agendas do Trabalho Decente em vários estados.
Sua ação à frente das políticas de esporte no Estado foi questionada pelo Ministério Público Federal - MPF em relação à demolição do antigo estádio da Fonte Nova e sua reconstrução total. O MPF na Bahia ingressou com uma ação civil pública na Justiça para suspender a demolição do antigo estádio, arguindo a possibilidade de seu tombamento, não obtendo apoio do Instituto do Patrimônio Histórico Nacional (Iphan). A Justiça não suspendeu a obra e a mesma foi realizada.
No período em que esteve à frente da SETRE, foi membro titular dos diversos órgãos: Conselho de Administração da Agência de Fomento do Estado da Bahia – Desenbahia (2007-2015); Conselho de Administração da Companhia Estadual de Desenvolvimento Urbano - Conder (2007-2014); Conselho de Políticas Públicas de Inclusão Social; Membro do Grupo Governamental de Segurança Alimentar e Nutricional - GGSAN (2010-2014); Conselho Nacional de Economia Solidária (CONAES); e Membro Convidado do Conselho do Fundo de Amparo ao Trabalhador - Codefat (2010-2012/2014). Em 2015, foi Assessor-Chefe da Coordenação dos Fundos Setoriais do Ministério da Ciência Tecnologia e Inovação, em Brasília.

## Educação
Foi professor de cursos de graduação da Universidade Católica do Salvador (UCSal) e UFBA, e de cursos de especialização na Universidade Estadual de Feira de Santana (UEFS), UFBA e Faculdade Ruy Barbosa (FRB).
Desde 2002, atuou como professor do Instituto Federal de Educação, Ciência e Tecnologia da Bahia - IFBA. Foi coordenador do Curso de Administração; coordenador do Curso de Especialização em Gestão de Instituições Públicas de Ensino (CEFET/BA); Membro da Câmara de Assessoramento Técnico-científica na Área de Ciências Sociais Aplicadas, FAPESB; Coordenador do Núcleo de Estudos em Trabalho e Tecnologias de Gestão - Grupo de Pesquisa; Membro Titular do Comitê Assessor de Ciência e Tecnologia - CEFET/BA; Coordenador da Incubadora Tecnológica de Cooperativas Populares; e Membro Titular do Conselho Diretor do Cefet/IFBA.
Após o período de afastamento para o exercício de cargo de Secretário, retornou em 2015 à instituição, assumindo a Assessoria de Assuntos Internacionais do IFBA e, posteriormente, a  Pró-Reitoria de Ensino, entre março de 2016 e setembro de 2017. Passou ao ser Professor Titular em 2018, em regime de dedicação exclusiva, tendo se aposentado em 7/11/2019.
Sua produção científica se concentra principalmente nas áreas de administração de setores específicos, administração, mercado de trabalho, administração da produção e políticas públicas.

## Homenagens
Em 2013, foi homenageado pelo Tribunal Superior do Trabalho com a comenda da Ordem do Mérito Judiciário do Trabalho. Em 2014, a Câmara dos Vereadores de Salvador concedeu-lhe a Medalha Tomé de Sousa, em razão do seu trabalho de inclusão social desenvolvido por oito anos à frente da Secretaria do Trabalho. No mesmo ano, recebeu a Medalha Especial da Amatra - Associação dos Magistrados do Trabalho da 5a. Região. 
Em 2019, recebeu o Prêmio “Paul Singer: Outra Economia Acontece” oferecido pela Secretaria do Trabalho Emprego, Renda e Esporte (Setre) durante a segunda edição do Festival de Economia Solidária.

## Família
A partir de histórias contadas por seu pai e pesquisas históricas e genealógicas, escreveu o livro "Lagoa do Leite" sobre a família Vasconcelos e a região de Brumado e Rio de Contas. É casado com a pedagoga e servidora pública Marli Silva Lima e possui quatro filhos (Luisa, Rafael, Tom e Vitor) e um neto.